# Georgina Tinoco
Georgina Tinoco é uma atriz e roteirista mexicana.

## Filmografia
- Segunda parte de Diseñando tu amor (2021)
- Un refugio para el amor (2012)
- Segunda parte de Siempre te amaré (2000)
- El niño que vino del mar (1999)
- Esmeralda (1997)
- Acapulco, cuerpo y alma (1995/96)
- Entre la vida y la muerte (1993)